# Dejan Meleg
Dejan Meleg (en serbio: Дејан Мелег; Bački Jarak, Serbia, 1 de octubre de 1994) es un futbolista serbio. Juega de centrocampista y su equipo es el Persipal Palu F. C. de la Liga 2 de Indonesia.

## Clubes
| Club                        | País                 | Año       |
| --------------------------- | -------------------- | --------- |
| F. K. Vojvodina             | Serbia               | 2012-2013 |
| Jong Ajax                   | Países Bajos         | 2013-2016 |
| S. C. Cambuur (cedido)      | Países Bajos         | 2014-2015 |
| F. K. Vojvodina             | Serbia               | 2016-2017 |
| Kayserispor                 | Turquía              | 2017-2018 |
| Estrella Roja de Belgrado   | Serbia               | 2018-2020 |
| Levadiakos (cedido)         | Grecia               | 2019      |
| F. K. Radnički Niš (cedido) | Serbia               | 2019-2020 |
| F. K. Borac Banja Luka      | Bosnia y Herzegovina | 2020-2022 |
| ENPPI Club                  | Egipto               | 2022-2024 |
| Persipal Palu F. C.         | Indonesia            | 2024-     |

## Palmarés

### Títulos nacionales
| Título                               | Club                   | País                 | Año  |
| ------------------------------------ | ---------------------- | -------------------- | ---- |
| Liga Premier de Bosnia y Herzegovina | F. K. Borac Banja Luka | Bosnia y Herzegovina | 2021 |